# Segunda División de fútbol sala 2011-12
La temporada 2011-12 de Segunda División de fútbol sala fue la 23.ª edición de la Segunda División de la Liga Nacional de Fútbol Sala de España. Comenzó el 17 de septiembre de 2011 y el play-off finalizó el 10 de junio de 2012. Se disputó en formato de liga, con una fase regular, que enfrentaba todos contra todos a los 16 equipos participantes. Obtuvo el título de campeón Oxipharma Granada. Los clasificados entre los puestos 2.º a 8.º jugaron el play-off de ascenso junto al 14.º de Primera División. Los dos ganadores de la segunda ronda obtuvieron el derecho a participar de la siguiente campaña en Primera División. Los últimos clasificados descendieron a Segunda División B.

## Equipos participantes[1]
| Club                            | Ciudad                  | Comunidad Autónoma   | Pabellón                      |
| ------------------------------- | ----------------------- | -------------------- | ----------------------------- |
| Oxipharma Granada               | Albolote                | Andalucía            | Municipal de Albolote         |
| UMA Antequera                   | Antequera               | Andalucía            | Fernando Argüelles            |
| Fuconsa Jaén                    | Jaén                    | Andalucía            | La Salobreja                  |
| L'Hospitalet Bellsport          | Hospitalet de Llobregat | Cataluña             | Sergio Manzano                |
| Sala 5 Martorell                | Martorell               | Cataluña             | Municipal de Martorell        |
| FC Barcelona Alusport "B"       | Barcelona               | Cataluña             | Ciutat Esportiva Joan Gamper  |
| Playas de Castellón             | Castellón de la Plana   | Comunidad Valenciana | Ciutat de Castelló            |
| UPV Maristas Valencia           | Valencia                | Comunidad Valenciana | Universitario                 |
| Space Gasifred Ciutat d'Eivissa | Ibiza                   | Baleares             | Insular de Sa Blanca Dona     |
| El Pozo Ciudad de Murcia        | Murcia                  | Murcia               | Palacio de Deportes de Murcia |
| Hotels Plaza Andorra            | Andorra La Vieja        | Andorra              | Polideportivo de Andorra      |
| Manzanares FS                   | Manzanares              | Castilla-La Mancha   | Municipal de Manzanares       |
| Burela Pescados Rubén           | Burela                  | Galicia              | Vista Alegre                  |
| Colegios Arenas Gáldar GC       | Gáldar                  | Canarias             | Juan Vega Mateos              |
| Melilla FS                      | Melilla                 | Melilla              | Javier Imbroda Ortiz          |
| Unión África Ceutí SD           | Ceuta                   | Ceuta                | Guillermo Molina Rios         |

## Clasificación
| 1 | Oxipharma Granada              | 59 | 30 | 18 | 5  | 7  |
| 2 | Manzanares FS                  | 56 | 30 | 17 | 5  | 8  |
| 3 | ElPozo Ciudad de Murcia        | 49 | 30 | 14 | 7  | 9  |
| 4 | Fuconsa Jaén                   | 48 | 30 | 14 | 6  | 10 |
| 5 | Colegios Arenas Gáldar GC      | 47 | 30 | 14 | 5  | 11 |
| 6 | FC Barcelona Alusport "B"      | 46 | 30 | 13 | 7  | 10 |
| 7 | CD UMA Antequera               | 45 | 30 | 12 | 9  | 9  |
| 8 | Sala 5 Martorell               | 44 | 30 | 12 | 8  | 10 |
| 9 | Burela Pescados Rubén          | 44 | 30 | 12 | 8  | 10 |
| 10 | Unión África Ceutí SD          | 42 | 30 | 13 | 3  | 14 |
| 11 | Hotels Plaza Andorra           | 41 | 30 | 12 | 5  | 13 |
| 12 | UPV Maristas Valencia          | 34 | 30 | 8  | 10 | 12 |
| 13 | Melilla FS                     | 31 | 30 | 10 | 1  | 19 |
| 14 | L'Hospitalet Bellsport         | 31 | 30 | 8  | 7  | 15 |
| 15 | Space Gasifred Ciudad de Ibiza | 30 | 30 | 8  | 6  | 16 |
| 16 | Playas de Castellón            | 25 | 30 | 7  | 4  | 19 |
| Fuente: Clasificación de la Segunda División de Fútbol Sala (enlace roto disponible en Internet Archive; véase el historial, la primera versión y la última).; actualización automática |                                |    |    |    |    |    |

## Playoff de ascenso a Primera División
ElPozo Ciudad de Murcia y FC Barcelona Alusport "B" al ser equipos filiales, no disputaron el play-off al no poder ascender a Primera División.
|  | Primera ronda             | Primera ronda | Primera ronda             | Primera ronda |   |                     | Segunda ronda | Segunda ronda | Segunda ronda | Segunda ronda |  |  |  |  |  |
|  |                           |               |                           |               |   |                     |               |               |               |               |  |  |  |  |  |
|  |                           |               |                           |               |   |                     |               |               |               |               |  |  |  |  |  |
|  | Marfil Santa Coloma       | 6             | 5                         | -             |   |                     |               |               |               |               |  |  |  |  |  |
|  | Marfil Santa Coloma       | 6             | 5                         | -             |   |                     |               |               |               |               |  |  |  |  |  |
|  | Unión África Ceutí SD     | 3             | 4                         | -             |   |                     |               |               |               |               |  |  |  |  |  |
|  | Unión África Ceutí SD     | 3             | 4                         | -             |   | Marfil Santa Coloma | 1             | 3             | 6             |               |  |  |  |  |  |
|  |                           |               |                           |               |   | Marfil Santa Coloma | 1             | 3             | 6             |               |  |  |  |  |  |
|  |                           |               | Colegios Arenas Gáldar GC | 2             | 2 | 2                   |               |               |               |               |  |  |  |  |  |
|  | Colegios Arenas Gáldar GC | 3             | Colegios Arenas Gáldar GC | 2             | 2 | 2                   | 4             | -             |               |               |  |  |  |  |  |
|  | Colegios Arenas Gáldar GC | 3             |                           |               |   |                     |               |               |               |               |  |  |  |  |  |
|  | CD UMA Antequera          | 2             | 1                         | -             |   |                     |               |               |               |               |  |  |  |  |  |
|  | CD UMA Antequera          | 2             | 1                         | -             |   |                     |               |               |               |               |  |  |  |  |  |
|  |                           |               |                           |               |   |                     |               |               |               |               |  |  |  |  |  |
|  |                           |               |                           |               |   |                     |               |               |               |               |  |  |  |  |  |
|  | Fuconsa Jaén              | 2             | 5                         | 1             |   |                     |               |               |               |               |  |  |  |  |  |
|  | Fuconsa Jaén              | 2             | 5                         | 1             |   |                     |               |               |               |               |  |  |  |  |  |
|  | Sala 5 Martorell          | 5             | 2                         | 2             |   |                     |               |               |               |               |  |  |  |  |  |
|  | Sala 5 Martorell          | 5             | 2                         | 2             |   | Sala 5 Martorell    | 2 (4)         | 3             | 5             |               |  |  |  |  |  |
|  |                           |               |                           |               |   | Sala 5 Martorell    | 2 (4)         | 3             | 5             |               |  |  |  |  |  |
|  |                           |               | Burela Pescados Rubén     | 2 (5)         | 2 | 1                   |               |               |               |               |  |  |  |  |  |
|  | Manzanares FS             | 1             | Burela Pescados Rubén     | 2 (5)         | 2 | 1                   | 2 (3)         | -             |               |               |  |  |  |  |  |
|  | Manzanares FS             | 1             |                           |               |   |                     |               |               |               |               |  |  |  |  |  |
|  | Burela Pescados Rubén     | 3             | 2 (5)                     | -             |   |                     |               |               |               |               |  |  |  |  |  |
|  | Burela Pescados Rubén     | 3             | 2 (5)                     | -             |   |                     |               |               |               |               |  |  |  |  |  |
|  |                           |               |                           |               |   |                     |               |               |               |               |  |  |  |  |  |

| Asciende a Primera División Sala 5 Martorell |

| Continua en Primera División Marfil Santa Coloma |